# Vlaams-Brabant
Den belgiske provins Vlaams-Brabant med 1.146.175 indbyggere (1. januar 2019), er én af de 10 belgiske provinser. Hovedstaden er Leuven (Louvain).

## Oprettelse
Provinsen opstod i 1995 ved en opsplitning af provinsen Brabant, der blev opdelt i det fransktalende Brabant Wallon, det nederlandsktalende Vlaams-Brabant, samt den tosprogede Bruxelles hovedstadsregion, der ikke længere tilhører nogen provins.